# 安富街道 (泸州市)
安富街道，是中华人民共和国四川省泸州市纳溪区下辖的一个乡镇级行政单位。2019年12月，将新乐镇桂花村、石龙村、石银村、三江村所属行政区域划归安富街道管辖；将安富街道火炬社区和新乐镇铜鼓村所属行政区域划归大渡口镇管辖。

## 行政区划
安富街道下辖以下地区：
上坝街社区、顺江街社区、友谊路社区、丙灵路社区和火炬社区。
2019年12月调整后，安富街道辖上坝社区、顺江街社区、友谊路社区、丙灵路社区、百梯社区、炳灵村、桂花村、石龙村、石银村、三江村所属行政区域。